# Petrobrasaurus
Petrobrasaurus (podle ropné společnosti Petrobras) byl rod velkého sauropodního dinosaura ze skupiny Titanosauria, který žil v období svrchní křídy (geologický věk santon) na území dnešního jihoamerického státu Argentina (Rincón de los Sauces, Patagonie).

## Popis
Při délce asi 18 metrů dosahoval hmotnosti kolem 15 000 kilogramů.
Fosilie petrobrasaura byly objeveny sedimentech v souvrství Plottier o stáří kolem 85 milionů let. Představují pouze fragmentární části disartikulované kostry. Holotyp nese označení MAU-Pv-PH-449. Petrobrasaura popsal roku 2011 paleontolog Leonardo S. Filippi a jeho kolegové. Typový a jediný dnes známý druh je P. puestohernandezi. Druhové jméno je odvozeno od názvu místa objevu dinosaura - ropného pole Puesta Hernándeze.